# フクダコーリン
フクダコーリン株式会社（FUKUDA COLIN Co.,Ltd.）は医療機関向けの医療機器や医療システムの企画・販売・アフターサービスを行うフクダ電子の子会社である。2016年11月までは、オムロン ヘルスケアの子会社であった。

## 概要
1975年に設立された日本コーリン株式会社が起源で、医療機関向けの全自動血圧計では高いシェアを誇っていた。同社は、1999年にリース発売した動脈硬化検査装置が大ヒット。「新興市場の星」と株式アナリストらがはやして投資家の注目を集めていた。
米国ソニーから招かれた柳本吉彦社長が就任すると2003年7月14日に民事再生法の適用を申請し、事実上倒産した。突然の不可解も思える倒産劇に投資家のショックも大きかった。倒産後、米国投資ファンドのカーライル・グループが日本コーリンより全事業譲渡を受け、2003年12月に営業部門の子会社として設立されていた当社（当時はコーリンメディカルテクノロジー株式会社）への事業譲渡を実施した。そんな中、監査役3人が、「社長らによる計画倒産だった」として柳本社長を相手に東京地裁に提訴、逆粉飾による倒産と認められ2004年6月に旧親会社の日本コーリンに対し、東京地方裁判所より民事再生手続の廃止と保全管理命令が発令されたが、再生手続開始後の同年9月、カーライル・グループへの事業譲渡が決定した。
2005年、かねてから事業提携を検討していたオムロンから株式譲渡の打診があり、当社とカーライル・グループでの協議の結果、新たな株主としてふさわしいと判断し、カーライル・グループ以外の株主分を含めた全ての株式をオムロンの子会社であるオムロン ヘルスケアへ譲渡することを決定、同社の子会社となった。その後、オムロン ヘルスケアとの間で事業再編を行い、医療機関向け製品の販売に特化。製造部門をオムロン松阪に移管後、オムロン コーリン株式会社へ商号を変更した。
2016年12月、オムロン ヘルスケアは全株式をフクダ電子に譲渡、フクダ電子の子会社となった。2017年1月にフクダコーリン株式会社へ商号変更した。
親会社であったオムロン ヘルスケアが一般向けの健康機器を販売するのに対し、フクダコーリンは医療機関向けの医療機器（血圧計やネブライザなど）や生体情報モニタ、スポットチェックモニタ、血圧脈波検査装置などの販売を行っている。

## 沿革
- 2000年5月 - 日本コーリンの営業部門の子会社としてコーリンメディカルテクノロジー株式会社を設立。
- 2003年
  - 7月 - 親会社の日本コーリンが民事再生手続の開始を申立て、事実上の倒産。
  - 10月 - 日本コーリンがカーライル・グループの傘下に入る。
  - 12月 - 日本コーリンとカーライル・グループとの間で当社への営業譲渡契約を締結。日本コーリンの全事業を当社が譲り受ける。
- 2004年
  - 6月 - 東京高等裁判所によるが営業譲渡に関する代替許可を取り消す決定を受け、親会社の日本コーリンに対し、東京地方裁判所が民事手続きの廃止と保全管理命令が発令される。
  - 9月 - 日本コーリンが破産宣告を受ける。改めて日本コーリンのスポンサーであるカーライル・グループとの全事業を当社へ譲り受ける営業譲渡契約を締結。
- 2005年6月 - オムロン ヘルスケアが、カーライル・グループ等から当社株式を取得し子会社化。オムロングループ入りに伴い、ロゴマークを新しくする。
- 2006年
  - 4月 - 当社開発本部・マーケティング部をオムロン ヘルスケアへ、オムロン ヘルスケアの医療機器営業部を当社営業本部へ相互移管。これにより、オムロンブランドの医療機関向け製品の販売を開始する。
  - 7月 - 当社製造本部をオムロン松阪へ移管。同日、オムロン コーリン株式会社へ商号変更。
- 2007年
  - 5月 - GE横河メディカルシステム（現・GEヘルスケア・ジャパン）よりGE製生体情報モニタ（デーテックス・オメダブランドを除く）の販売を引き継ぐ。
  - 11月 - GE製超音波骨密度測定装置2機種の販売を開始。
- 2011年8月
  - 世界初となるインピーダンス法（デュアルインピーダンス法）を用いたオムロンブランドの内臓脂肪測定装置「DUALSCAN（デュアルスキャン） HDS-2000（以下、「DUALSCAN」）」の販売を開始。併せて、アークレイとDUALSCAN」の販売協力契約を締結し、同社子会社のアークレイ マーケティングを通じてクリニック向けの販売を開始。
  - 伊藤忠商事と健診機関向け医療機器の販売協議を締結。
- 2014年5月 - オムロンブランド製品の新ブランド「Accumil（アキュミル）」の第一弾となる、生体情報モニタ Accumil V7000シリーズを発表（同年7月販売開始）。
- 2016年12月 - オムロン ヘルスケアが全株式をフクダ電子に譲渡。同社の子会社となる。
- 2017年1月 - フクダコーリン株式会社へ商号変更。
- 2022年11月 - 本社を東京都文京区本郷2丁目へ移転[2]。